# 2021 LR43
2021 LR43 est un objet transneptunien épars encore mal connu, découvert en 2021.

## Caractéristiques
Le diamètre de 2021 LR43 est estimé à environ 161 kilometres